# Überfallmeldeanlage
Eine Überfallmeldeanlage (ÜMA) ist eine Gefahrenmeldeanlage und dient der Alarmierung der Polizei oder von Wachdiensten bei einem Überfall.
Die Aufgabe der ÜMA ist es, den vom Opfer manuell ausgelösten Alarm eines Überfallmelders an eine vorher bestimmte zuständige Stelle zu melden. Für Kreditinstitute sind Überfallmeldeanlagen durch die zuständige Berufsgenossenschaft verpflichtend vorgeschrieben.
Moderne Überfallmeldeanlagen werden heute nur noch selten separat installiert, in modernen Einbruchmeldeanlagen ist die ÜMA üblicherweise integriert.

## Überfallmelder

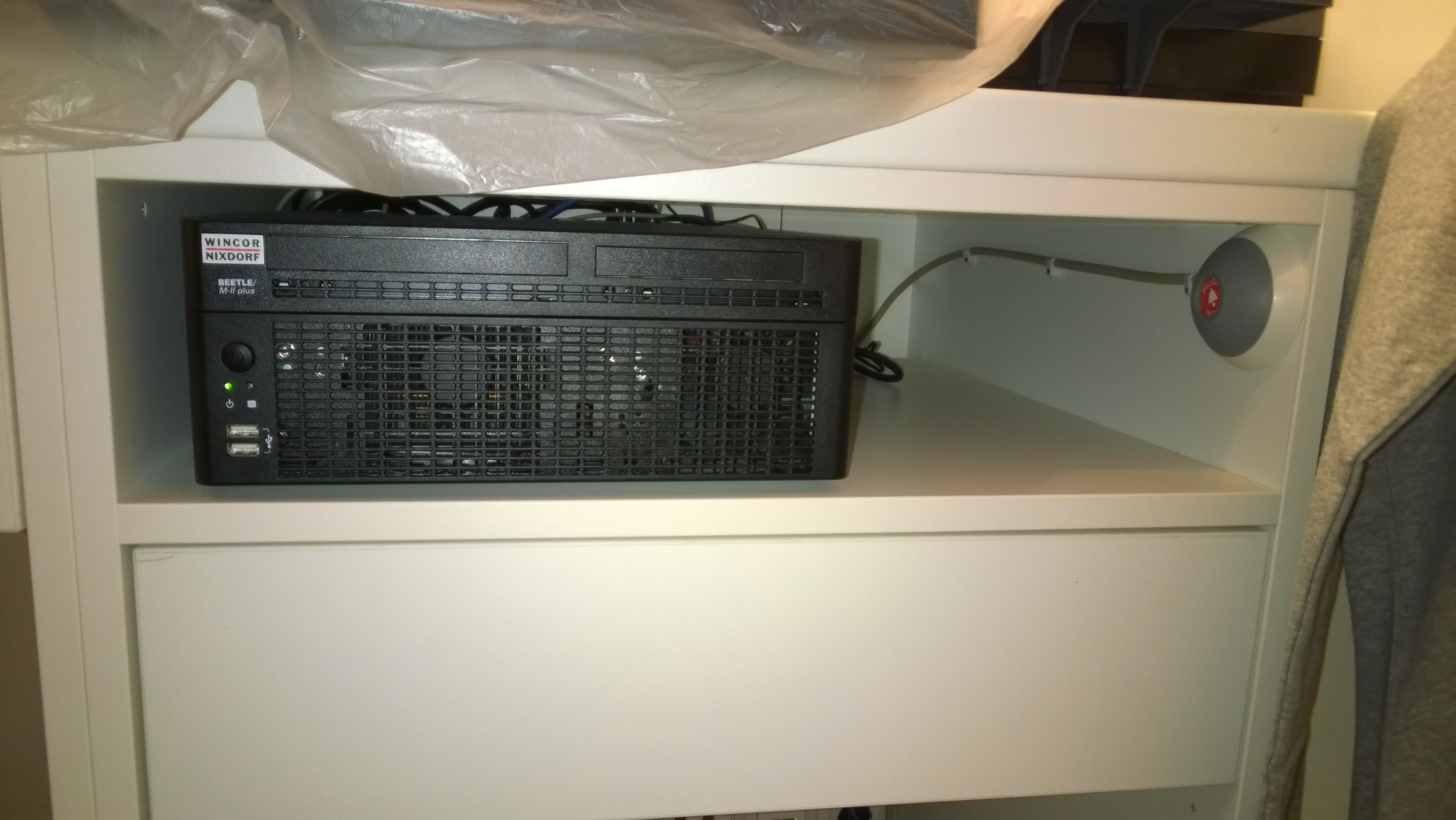
Plombierter Überfallmelder in einem Kassentresen

Der Überfallmelder besteht in der Regel aus einem speziellen Taster oder Schalter, der den Alarm auslöst. Hierbei kommen Handauslöser, Fußauslöser (Trittleisten), Codeeingabeeinrichtungen und Geldscheinkontaktauslöser zum Einsatz. Ebenso kommen integrierte Auslösemöglichkeiten (zum Beispiel in PC-Programmen zur Kassenbedienung) zum Einsatz. Grundsätzlich sollen Überfallmelder so angebracht sein, dass ein unbemerktes Auslösen für die gefährdeten Personen möglich ist, d. h., es dürfen bei oder nach der Auslösung für den Täter keine Anhaltspunkte wie wahrnehmbares Drückgeräusch oder beschädigte Abdeckplatten der Taster feststellbar sein, dennoch muss die Auslösung eines jeden Überfallmelders nachvollziehbar sein, zum Beispiel durch eine zu durchstoßende Plombe, welche nur vom Instandhaltungsdienst zurückgesetzt werden kann. Nach einer Auslösung muss ein Überfallmelder innerhalb einer sehr kurzen Zeit in einen Zustand zurückfallen, der eine erneute Auslösung ermöglicht. Ein Überfallmelder bzw. die Überfallmeldeanlage darf nicht durch die vor Ort tätigen Mitarbeiter außer Kraft gesetzt werden können.

## Alarmierungstypen
Es erfolgt ein stiller Alarm, in der Regel über eine Übertragungseinrichtung oder eine Standleitung. Je nach angewandtem Regelwerk dürfen oder sollen externe Signalgeber wie Blitzleuchten oder Sirenen nicht angesteuert werden, da der Täter hierdurch zu unvorhersehbaren Handlungen verleitet werden kann, was die Gefährdungslage der Mitarbeiter in der Regel erhöhen würde. Wenn der Betreiber der Überfallmeldeanlage darauf besteht, jedoch keine Richtlinie dieses verbietet, oder beim Einsatz von fahrbaren Zweigstellen kann eine akustische Alarmierung der anonymen Öffentlichkeit erfolgen.
Eine direkte Alarmierung der Polizei bei Auslösung eines Überfallmelders ist nur unter Beachtung und Einhaltung der Bundeseinheitlichen Richtlinie für Überfall-/Einbruchmeldeanlagen bzw. Anlagen für Notfälle/Gefahren mit Anschluss an die Polizei (ÜEA-Richtlinie) zulässig. In allen anderen Fällen muss die Weiterleitung eines Überfallalarms über eine ständig besetzte Stelle, wie z. B. eine Notruf- und Serviceleitstelle, erfolgen.

## Einsatz
Diese Art der Alarmierung wird insbesondere in besonders gefährdeten Bereichen eingesetzt. Hierzu zählen vor allem Bargeldausgabestellen, wie zum Beispiel Bankinstitute, Zahlstellen und behördliche Kassen sowie Arbeitsplätze, die sich in der Nähe solcher Ausgabestellen befinden. In deutschen Kreditinstituten ist eine Anbringung an allen Plätzen mit Bargeldbearbeitung zwingend vorgeschrieben.